# Finales de la NBA de 1952
Las Finales de la NBA de 1952 fueron las series definitivas de los playoffs de 1952 y suponían la conclusión de la temporada 1951-52 de la NBA. Estas enfrentaron a Minneapolis Lakers ante los New York Knicks, con la ventaja de campo favorable a los primeros. Seis jugadores de las Finales fueron posteriormente elegidos para el Basketball Hall of Fame, George Mikan, Jim Pollard, Vern Mikkelsen y Slater Martin por parte de los Lakers, y Harry Gallatin y Dick McGuire por los Knicks.

## Resumen
| Partido | Fecha       | Equipo local | Resultado  | Equipo visitante |
| ------- | ----------- | ------------ | ---------- | ---------------- |
| 1       | 9 de abril  | Minneapolis  | 83-79 (PR) | New York         |
| 2       | 13 de abril | Minneapolis  | 72-80      | New York         |
| 3       | 16 de abril | New York     | 77-83      | Minneapolis      |
| 4       | 18 de abril | New York     | 90-89 (PR) | Minneapolis      |
| 5       | 20 de abril | Minneapolis  | 102-89     | New York         |
| 6       | 23 de abril | New York     | 76-68      | Minneapolis      |
| 7       | 25 de abril | Minneapolis  | 82-65      | New York         |

Lakers ganan las series 4-3

## Resumen de los partidos
| 12 abril                           | New York Knicks                                                     | 79–83                | Minneapolis Lakers                                               | |  |  |
|                                    | Parciales: 18–21, 14–19, 27–20, 12–11 (T.E.: 8–12)                  |                      |                                                                  | |  |  |
|                                    | Estadísticas Simmons, McGuire 15 each Nat Clifton 12 Dick McGuire 5 | Reporte Pts Reb Asts | Estadísticas Jim Pollard 34 George Mikan 16 Pollard, Mikan 4 c/u | Pabellón: St. Paul Auditorium, Saint Paul, Minnesota Asistencia: 8,722 espectadores Árbitros: Sid Borgia, Stan Stutz |  |  |
| Minneapolis lidera las series, 1–0 |                                                                     |                      |                                                                  | |  |  |
|                                    |                                                                     |                      |                                                                  | |  |  |

| 13 abril              | New York Knicks                                                 | 80–72                | Minneapolis Lakers                                           |                                                                                       |  |  |
|                       | Parciales: 11–17, 30–14, 20–20, 19–21                           |                      |                                                              |                                                                                       |  |  |
|                       | Estadísticas Harry Gallatin 18 Harry Gallatin 11 Dick McGuire 5 | Reporte Pts Reb Asts | Estadísticas George Mikan 18 George Mikan 21 Slater Martin 4 | Pabellón: St. Paul Auditorium, Saint Paul, Minnesota Árbitros: Sid Borgia, Stan Stutz |  |  |
| Series empatadas, 1–1 |                                                                 |                      |                                                              |                                                                                       |  |  |
|                       |                                                                 |                      |                                                              |                                                                                       |  |  |

| 16 de abril                        | Minneapolis Lakers                                      | 82–77                | New York Knicks                                              |                                                                                    |  |  |
|                                    | Parciales: 19–20, 22–26, 19–16, 22–15                   |                      |                                                              |                                                                                    |  |  |
|                                    | Estadísticas George Mikan 26 George Mikan 17 Pep Saul 8 | Reporte Pts Reb Asts | Estadísticas Max Zaslofsky 17 Nat Clifton 10 Dick McGuire 10 | Pabellón: 69th Regiment Armory, Manhattan, New York Asistencia: 4,500 espectadores |  |  |
| Minneapolis lidera las series, 2–1 |                                                         |                      |                                                              |                                                                                    |  |  |
|                                    |                                                         |                      |                                                              |                                                                                    |  |  |

| 18 de abril           | Minneapolis Lakers                                       | 89–90                | New York Knicks                                              | |  |  |
|                       | Parciales: 21–23, 21–18, 20–16, 15–20 (T.E.: 12–13)      |                      |                                                              | |  |  |
|                       | Estadísticas Slater Martin 32 George Mikan 17 Pep Saul 5 | Reporte Pts Reb Asts | Estadísticas Connie Simmons 30 Nat Clifton 12 Dick McGuire 6 | Pabellón: 69th Regiment Armory, Manhattan, New York Asistencia: 5,200 espectadores Árbitros: Sid Borgia, Stan Stutz |  |  |
| Series empatadas, 2–2 |                                                          |                      |                                                              | |  |  |
|                       |                                                          |                      |                                                              | |  |  |

| 20 de abril                        | New York Knicks                                                           | 89–102               | Minneapolis Lakers                                               | |  |  |
|                                    | Parciales: 26–33, 22–16, 17–28, 24–25                                     |                      |                                                                  | |  |  |
|                                    | Estadísticas Nat Clifton 17 Clifton, Gallatin 8 each seis jugadores 1 c/u | Reporte Pts Reb Asts | Estadísticas Mikkelsen, Mikan 32 each George Mikan 17 Pep Saul 5 | Pabellón: St. Paul Auditorium, Saint Paul, Minnesota Asistencia: 7,244 espectadores Árbitros: Sid Borgia, Stan Stutz |  |  |
| Minneapolis lidera las series, 3–2 |                                                                           |                      |                                                                  | |  |  |
|                                    |                                                                           |                      |                                                                  | |  |  |

| 23 de abril           | Minneapolis Lakers                                           | 68–76                | New York Knicks                                                    |                                                                                    |  |  |
|                       | Parciales: 20–24, 13–11, 19–17, 16–24                        |                      |                                                                    |                                                                                    |  |  |
|                       | Estadísticas George Mikan 28 George Mikan 15 Slater Martin 9 | Reporte Pts Reb Asts | Estadísticas Max Zaslofsky 23 Harry Gallatin 13 Ernie Vandeweghe 7 | Pabellón: 69th Regiment Armory, Manhattan, New York Asistencia: 3,000 espectadores |  |  |
| Series empatadas, 3–3 |                                                              |                      |                                                                    |                                                                                    |  |  |
|                       |                                                              |                      |                                                                    |                                                                                    |  |  |

| 25 de abril                      | New York Knicks                                            | 65–82                | Minneapolis Lakers                                           | |  |  |
|                                  | Parciales: 12–18, 17–18, 8–13, 28–33                       |                      |                                                              | |  |  |
|                                  | Estadísticas Max Zaslofsky 21 Nat Clifton 10 Nat Clifton 3 | Reporte Pts Reb Asts | Estadísticas George Mikan 22 George Mikan 19 Slater Martin 6 | Pabellón: Minneapolis Auditorium, Minneapolis, Minnesota Asistencia: 8,612 espectadores Árbitros: Sid Borgia, Stan Stutz |  |  |
| Minneapolis gana las series, 4–3 |                                                            |                      |                                                              | |  |  |
|                                  |                                                            |                      |                                                              | |  |  |

Como ya ocurrió en anteriores finales jugadas por los Lakers, su pabellón oficial, el Minneapolis Auditorium estaba ocupado, teniéndose que jugar el primer partido en la cercana ciudad de St. Paul. Los Knicks saliero a por el partido, llegando al final del primer cuarto con una ventaja de 4 puntos, y en el cual se produjo una jugada que pudo haber cambiado el rumbo del encuentro. Al McGuire remontó la línea de fondo y anotó una canasta, recibiendo falta personal. Sin embargo, ninguno de los dos árbitros vio entrar el balón por el aro, por lo que le concedieron dos tiros libres, de los cuales solo anotó uno. Esto hubiera quedado en una anécdota de no ser porque el partido llegó an final del tiempo reglamentario con empate a 71, por lo que se tuvo que jugar una prórroga. Jim Pollard, el mejor de los Lakers en el partido con 34 puntos, anotó 4 tiros libres en el último minuto que daban el primer punto al equipo de Minneapolis.
Los Knicks se mostraron intratables en defensa en el segundo partido. Nat Clifton, Harry Gallatin y Connie Simmons axfisiaron a los hombres altos de los Lakers, dejando a Pollard en 13 puntos y a George Mikan en 18, consiguiendo la victoria por 80-72, y recuperando el factor cancha en la eliminatoria.
La serie se trasladó al Madison Square Garden de Nueva York, pero los Lakers supieron reponerse, ganando el tercer partido 82-77. Pero dos días después sufrirían una doble pérdida. Por una parte, uno de sus jugadores clave, Pollard, sufrió una lesión en la espalda, mientras la agobiante defensa interior dejaba a Mikan en 11 puntos. A pesar de ello se llegó de nuevo a la prórroga, ganando finalmente los Knicks por un punto, 80-79.
De vuelta en St. Paul, y con la serie empatada a 2, los Lakers no acusaron la baja de Pollard, ya que Vern Mikkelsen y Mikan anotaron 32 puntos cada uno, mientras que Bob Harrison dejaba su puesto de base para sustituir en el alero a Pollard, anotando 13 puntos, que junto con los 15 de Pep Saul dieron una cómoda victoria para los Lakers por 102-89.
La serie regresó a Nueva York, y los aficionados, tras el quinto partido, dieron la espalda a su equipo, ensando que estaba ya todo perdido, llenando apenas la mitas de su pabellón. Pero los Knicks se emplearon muy fuerte e defensa, dejando a los Lakers en 68 puntos, y empatando la serie a tres. Max Zaslofsky fue el jugador más destacado, anotando 17 puntos en la segunda mitad.
El séptimo y definitivo partido se pudo disputar por fin en el Minneapolis Auditorium, y esa fue una mala noticia para los Knicks, que en 11 visitas al estadio en las últimas cuatro temporadas nunca habían conseguido una victoria. Los Lakers consiguieron una cómoda victoria por 82-65, dando a John Kundla un nuevo campeonato, y a los Knicks su segunda final perdida consecutivamente.